# Mikropyle
Als Mikropyle bezeichnet man bei den Samenpflanzen eine Öffnung an der Spitze der Samenanlage und bei den Eiern mancher Insekten eine Öffnung des Eies.

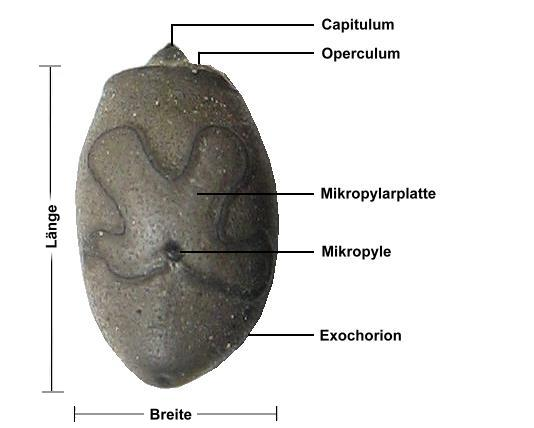
Ei der Gespenstschrecke Haaniella erringtoniae

## Einzeller
Bei Einzellern wie Kokzidien wird die Membranpore der Oozysten als Mikropyle bezeichnet. Bei einigen Arten ist sie durch eine Zellorganelle, den Stieda-Körper, wie durch einen Deckel verschlossen.

## Pflanzen
Bei Samenpflanzen umwachsen das bzw. die Integument(e) den Nucellus, schließen ihn jedoch nicht ein, sondern lassen eine Öffnung frei, durch die der Pollenschlauch eindringen kann.
Im Bereich dieser Mikropyle wird bei Palmfarnen und manchen Nadelholzgewächsen ein Flüssigkeitstropfen ausgeschieden, der den Pollen beim Eintrocknen kapillar zum Embryosack ziehen und ihn z. B. durch eine hohe Zuckerkonzentration zum Keimen „animieren“ soll.

## Insekten
Die Mikropyle, die hier auch als Mikropylarbecher bezeichnet wird, ist als Ausbuchtung in der äußeren Eischale (Exochorion) mancher Insekten, wie z. B.  der Schmetterlinge und der Gespenstschrecken ausgebildet, in die das Spermium eindringen kann. Diese ist entweder auf der Oberseite oder auf der Rückseite des Eies gelegen. Sie bildet bei den Schmetterlingen eine rosettenförmige Struktur. Bei den Gespenstschrecken ist sie von einer meist artspezifisch geformten Mikropylarplatte umgeben.

## Fische
Auch bei den Eiern von verschiedenen Fischarten kommen verschiedene Arten von Mikropylen vor.